# Sewdalin Marinow
Sewdalin Marinow (bułg. Севдалин Маринов, ur. 11 czerwca 1968 w Asenowgradzie) – bułgarski sztangista. Złoty medalista olimpijski z Seulu.
Zawody w 1988 były jego jedynymi igrzyskami olimpijskimi. Zwyciężył w rywalizacji w wadze do 52 kg. Był mistrzem świata trzykrotnie, w 1985, 1986 i 1987. Na mistrzostwach Europy zwyciężał pięciokrotnie (1985, 1986, 1987, 1988 i 1990), był drugi w 1989. Pobił trzy oficjalne rekordy świata.